# NGC 4949
NGC 4949 ist eine 14,9 mag helle Balken-Spiralgalaxie vom Hubble-Typ SBb im Sternbild Haar der Berenike am Nordsternhimmel. Sie ist schätzungsweise 306 Millionen Lichtjahre von der Milchstraße entfernt und hat einen Durchmesser von etwa 55.000 Lj.
Im selben Himmelsareal befinden sich u. a. die Galaxien NGC 4952, NGC 4966, IC 843, IC 4088.
Das Objekt wurde am 19. April 1865 von Heinrich Louis d’Arrest entdeckt.